# 동질혼
동질혼(同質婚, homogamy)은 비슷한 사람과의 결혼을 말한다. 반의어는 이질혼(異質婚, heterogamy)이며, 줄을 세울 수 있는 개념에서는 승강혼이 반의어로 쓰인다. 

## 같이 보기
- 하이퍼가미
- 동종애(Homophily)